# Liga Dominicana de Fútbol 2016
La temporada 2016 de la Liga Dominicana de Fútbol fue la segunda temporada de la historia de la competición dominicana de fútbol a nivel profesional. La temporada regular contó con 90 partidos en general (18 por equipo); comenzó el 13 de marzo de 2016 y finalizó el 31 de julio del mismo año. Los playoffs dieron inicio el 6 de agosto y finalizaron el 21 de agosto, cuando el Club Barcelona Atlético se coronó campeón al derrotar al Cibao FC.

## Posiciones
|  | Posición | Equipos                 |  | PJ | PG | PE | PP | GF | GC | DG  | Puntos |
|  | -------- | ----------------------- |  | -- | -- | -- | -- | -- | -- | --- | ------ |
|  | 1        | Club Barcelona Atlético |  | 18 | 11 | 5  | 2  | 23 | 11 | +12 | 38     |
|  | 2        | Cibao FC                |  | 18 | 11 | 2  | 5  | 30 | 17 | +13 | 35     |
|  | 3        | Club Atlético Pantoja   |  | 18 | 9  | 5  | 4  | 22 | 13 | +9  | 32     |
|  | 4        | Atlético San Cristóbal  |  | 18 | 7  | 7  | 4  | 31 | 22 | +9  | 28     |
|  | 5        | Atlético Vega Real      |  | 18 | 7  | 4  | 7  | 25 | 22 | +3  | 25     |
|  | 6        | Atlántico FC            |  | 18 | 7  | 4  | 7  | 15 | 17 | -2  | 25     |
|  | 7        | Moca FC                 |  | 18 | 5  | 6  | 7  | 17 | 18 | -1  | 21     |
|  | 8        | O&M FC                  |  | 18 | 6  | 2  | 10 | 18 | 25 | -7  | 20     |
|  | 9        | Bauger FC               |  | 18 | 5  | 3  | 10 | 17 | 23 | -6  | 18     |
|  | 10       | Delfines del Este FC    |  | 18 | 2  | 2  | 14 | 12 | 42 | -30 | 8      |

     Clasifica a las Semifinales.

## Resultados

### Primera ronda
| Club Atlético Pantoja  | 0 - 1 | Club Barcelona Atlético | Olímpico Félix Sánchez | 13 de marzo | 4:00PM |
| Delfines del Este FC   | 0 - 0 | Atlántico FC            | San Pedro de Macorís   | 13 de marzo | 4:00PM |
| Atlético San Cristóbal | 3 - 1 | O&M FC                  | Panamericano           | 13 de marzo | 4:00PM |
| Atlético Vega Real     | 1 - 0 | Bauger FC               | Olímpico de La Vega    | 13 de marzo | 4:00PM |
| Cibao FC               | 1 - 0 | Moca FC                 | Cibao FC               | 13 de marzo | 5:00PM |

| Atlético Vega Real     | 0 - 1 | Club Atlético Pantoja   | Olímpico de La Vega    | 19 de marzo | 4:00PM |
| Atlético San Cristóbal | 0 - 2 | Club Barcelona Atlético | Panamericano           | 19 de marzo | 4:00PM |
| Bauger FC              | 2 - 0 | O&M FC                  | Olímpico Félix Sánchez | 20 de marzo | 4:00PM |
| Atlántico FC           | 1 - 0 | Cibao FC                | Leonel Plácido         | 20 de marzo | 4:00PM |
| Delfines del Este FC   | 0 - 1 | Moca FC                 | San Pedro de Macorís   | 20 de marzo | 4:00PM |

| Club Atlético Pantoja   | 0 - 0 | Moca FC              | Olímpico Félix Sánchez | 1 de abril | 4:00PM |
| O&M FC                  | 1 - 1 | Atlántico FC         | Olímpico Félix Sánchez | 2 de abril | 4:00PM |
| Club Barcelona Atlético | 3 - 0 | Delfines del Este FC | Olímpico Félix Sánchez | 3 de abril | 4:00PM |
| Atlético San Cristóbal  | 0 - 0 | Bauger FC            | Panamericano           | 3 de abril | 4:00PM |
| Cibao FC                | 2 - 1 | Atlético Vega Real   | Cibao FC               | 3 de abril | 5:00PM |

| Bauger FC             | 0 - 1 | Moca FC                 | Olímpico Félix Sánchez | 9 de abril  | 4:00PM |
| Atlántico FC          | 0 - 1 | Club Barcelona Atlético | Leonel Plácido         | 9 de abril  | 4:00PM |
| Atlético Vega Real    | 1 - 1 | Atlético San Cristóbal  | Olímpico de La Vega    | 10 de abril | 4:00PM |
| Club Atlético Pantoja | 3 - 0 | Delfines del Este FC    | Olímpico Félix Sánchez | 10 de abril | 4:00PM |
| Cibao FC              | 1 - 0 | O&M FC                  | Cibao FC               | 10 de abril | 5:00PM |

| Club Barcelona Atlético | 3 - 2 | Atlético Vega Real    | Olímpico Félix Sánchez | 16 de abril | 4:00PM |
| Atlético San Cristóbal  | 0 - 0 | Club Atlético Pantoja | Panamericano           | 16 de abril | 4:00PM |
| O&M FC                  | 3 - 1 | Delfines del Este FC  | Olímpico Félix Sánchez | 17 de abril | 4:00PM |
| Cibao FC                | 3 - 0 | Bauger FC             | Cibao FC               | 17 de abril | 5:00PM |
| Moca FC                 | 2 - 0 | Atlántico FC          | Olímpico de La Vega *  | 22 de mayo  | 4:00PM |

| Club Barcelona Atlético | 2 - 1 | Moca FC              | Olímpico Félix Sánchez | 22 de abril | 4:00PM |
| Club Atlético Pantoja   | 1 - 0 | Cibao FC             | Panamericano *         | 23 de abril | 4:00PM |
| Bauger FC               | 1 - 0 | Atlántico FC         | Olímpico Félix Sánchez | 23 de abril | 4:00PM |
| O&M FC                  | 0 - 3 | Atlético Vega Real   | Olímpico Félix Sánchez | 24 de abril | 4:00PM |
| Atlético San Cristóbal  | 4 - 1 | Delfines del Este FC | Panamericano           | 24 de abril | 4:00PM |

| Delfines del Este FC    | 1 - 3 | Bauger FC              | San Pedro de Macorís   | 30 de abril | 4:00PM |
| Club Barcelona Atlético | 1 - 0 | Cibao FC               | Olímpico Félix Sánchez | 30 de abril | 4:00PM |
| Atlántico FC            | 2 - 0 | Atlético Vega Real     | Leonel Plácido         | 1 de mayo   | 4:00PM |
| O&M FC                  | 0 - 2 | Club Atlético Pantoja  | Olímpico Félix Sánchez | 1 de mayo   | 4:00PM |
| Moca FC                 | 1 - 1 | Atlético San Cristóbal | Cibao FC *             | 1 de mayo   | 4:00PM |

| Cibao FC           | 3 - 3 | Atlético San Cristóbal  | Cibao FC               | 7 de mayo | 5:00PM |
| Atlético Vega Real | 3 - 1 | Delfines del Este FC    | Olímpico de La Vega    | 8 de mayo | 4:00PM |
| Bauger FC          | 0 - 0 | Club Barcelona Atlético | Olímpico Félix Sánchez | 8 de mayo | 4:00PM |
| Atlántico FC       | 1 - 0 | Club Atlético Pantoja   | Leonel Plácido         | 8 de mayo | 4:00PM |
| Moca FC            | 0 - 0 | O&M FC                  | Cibao FC *             | 8 de mayo | 5:00PM |

| O&M FC                 | 1 - 0 | Club Barcelona Atlético | Olímpico Félix Sánchez | 12 de mayo | 4:00PM |
| Atlético San Cristóbal | 2 - 3 | Atlántico FC            | Panamericano           | 13 de mayo | 4:00PM |
| Club Atlético Pantoja  | 2 - 1 | Bauger FC               | Olímpico Félix Sánchez | 13 de mayo | 4:00PM |
| Atlético Vega Real     | 3 - 2 | Moca FC                 | Olímpico de La Vega    | 13 de mayo | 4:00PM |
| Cibao FC               | 4 - 1 | Delfines del Este FC    | Cibao FC               | 13 de mayo | 7:00PM |

### Segunda ronda
| Bauger FC               | 1 - 1 | Atlético Vega Real     | Panamericano *         | 26 de mayo | 4:00PM |
| O&M FC                  | 0 - 3 | Atlético San Cristóbal | Olímpico Félix Sánchez | 27 de mayo | 4:00PM |
| Moca FC                 | 1 - 1 | Cibao FC               | Olímpico de La Vega *  | 28 de mayo | 4:00PM |
| Club Barcelona Atlético | 1 - 1 | Club Atlético Pantoja  | Olímpico Félix Sánchez | 28 de mayo | 4:00PM |
| Atlántico FC            | 0 - 1 | Delfines del Este FC   | Leonel Plácido         | 28 de mayo | 4:00PM |

| Club Barcelona Atlético | 2 - 1 | Atlético San Cristóbal | Olímpico Félix Sánchez | 10 de junio | 4:00PM |
| Club Atlético Pantoja   | 1 - 2 | Atlético Vega Real     | Olímpico Félix Sánchez | 11 de junio | 4:00PM |
| O&M FC                  | 6 - 2 | Bauger FC              | Olímpico Félix Sánchez | 12 de junio | 4:00PM |
| Moca FC                 | 2 - 1 | Delfines del Este FC   | Olímpico de La Vega *  | 12 de junio | 4:00PM |
| Cibao FC                | 3 - 0 | Atlántico FC           | Cibao FC               | 12 de junio | 5:00PM |

| Atlántico FC         | 1 - 0 | O&M FC                  | Leonel Plácido           | 18 de junio | 4:00PM |
| Delfines del Este FC | 0 - 1 | Club Barcelona Atlético | Olímpico Félix Sánchez * | 18 de junio | 4:00PM |
| Atlético Vega Real   | 1 - 2 | Cibao FC                | Olímpico de La Vega      | 19 de junio | 4:00PM |
| Moca FC              | 1 - 1 | Club Atlético Pantoja   | Olímpico Félix Sánchez * | 19 de junio | 4:00PM |
| Bauger FC            | 0 - 1 | Atlético San Cristóbal  | Olímpico Félix Sánchez   | 21 de junio | 4:00PM |

| O&M FC                  | 3 - 1 | Cibao FC              | Olímpico Félix Sánchez | 24 de junio | 4:00PM |
| Moca FC                 | 0 - 1 | Bauger FC             | Olímpico de La Vega *  | 25 de junio | 4:00PM |
| Delfines del Este FC    | 1 - 2 | Club Atlético Pantoja | Panamericano *         | 25 de junio | 4:00PM |
| Atlético San Cristóbal  | 2 - 1 | Atlético Vega Real    | Panamericano           | 26 de junio | 4:00PM |
| Club Barcelona Atlético | 0 - 0 | Atlántico FC          | Olímpico Félix Sánchez | 26 de junio | 4:00PM |

| Club Atlético Pantoja | 2 - 2 | Atlético San Cristóbal  | Olímpico Félix Sánchez | 2 de julio | 4:00PM |
| Atlético Vega Real    | 1 - 1 | Club Barcelona Atlético | Olímpico de La Vega    | 2 de julio | 4:00PM |
| Delfines del Este FC  | 0 - 1 | O&M FC                  | San Pedro de Macorís   | 2 de julio | 4:00PM |
| Bauger FC             | 0 - 1 | Cibao FC                | Olímpico Félix Sánchez | 3 de julio | 4:00PM |
| Atlántico FC          | 1 - 2 | Moca FC                 | Leonel Plácido         | 3 de julio | 4:00PM |

| Moca FC              | 2 - 2 | Club Barcelona Atlético | Olímpico de La Vega * | 9 de julio  | 4:00PM |
| Cibao FC             | 2 - 1 | Club Atlético Pantoja   | Cibao FC              | 9 de julio  | 5:00PM |
| Atlético Vega Real   | 2 - 0 | O&M FC                  | Olímpico de La Vega   | 10 de julio | 4:00PM |
| Delfines del Este FC | 3 - 3 | Atlético San Cristóbal  | Panamericano *        | 10 de julio | 4:00PM |
| Atlántico FC         | 2 - 1 | Bauger FC               | Leonel Plácido        | 10 de julio | 4:00PM |

| Bauger FC              | 4 - 0 | Delfines del Este FC    | Olímpico Félix Sánchez | 16 de julio | 4:00PM |
| Cibao FC               | 1 - 0 | Club Barcelona Atlético | Cibao FC               | 16 de julio | 5:00PM |
| Atlético San Cristóbal | 1 - 0 | Moca FC                 | Panamericano           | 17 de julio | 4:00PM |
| Atlético Vega Real     | 1 - 1 | Atlántico FC            | Olímpico de La Vega    | 17 de julio | 4:00PM |
| Club Atlético Pantoja  | 2 - 1 | O&M FC                  | Olímpico Félix Sánchez | 17 de julio | 4:00PM |

| Club Atlético Pantoja   | 1 - 0 | Atlántico FC       | Olímpico Félix Sánchez | 22 de julio | 4:00PM |
| O&M FC                  | 1 - 0 | Moca FC            | Olímpico Félix Sánchez | 23 de julio | 4:00PM |
| Club Barcelona Atlético | 2 - 1 | Bauger FC          | Olímpico Félix Sánchez | 24 de julio | 4:00PM |
| Delfines del Este FC    | 1 - 0 | Atlético Vega Real | Olímpico de La Vega *  | 24 de julio | 4:00PM |
| Atlético San Cristóbal  | 3 - 0 | Cibao FC           | Panamericano           | 24 de julio | 4:00PM |

| Moca FC                 | 1 - 2 | Atlético Vega Real     | Olímpico de La Vega *  | 30 de julio | 4:00PM |
| Club Barcelona Atlético | 1 - 0 | O&M FC                 | Olímpico Félix Sánchez | 30 de julio | 4:00PM |
| Delfines del Este FC    | 0 - 5 | Cibao FC               | Cibao FC *             | 30 de julio | 6:00PM |
| Atlántico FC            | 2 - 1 | Atlético San Cristóbal | Leonel Plácido         | 31 de julio | 4:00PM |
| Bauger FC               | 0 - 2 | Club Atlético Pantoja  | Olímpico Félix Sánchez | 31 de julio | 4:00PM |

## Playoffs
|  | Semifinales                                      | Semifinales                                      | Semifinales                                      |   |                         | Final        | Final        |  |
|  | 6 y 7 de agosto (Ida) 13 y 14 de agosto (Vuelta) | 6 y 7 de agosto (Ida) 13 y 14 de agosto (Vuelta) | 6 y 7 de agosto (Ida) 13 y 14 de agosto (Vuelta) |   |                         | 21 de agosto | 21 de agosto |  |
|  |                                                  |                                                  |                                                  |   |                         |              |              |  |
|  |                                                  |                                                  |                                                  |   |                         |              |              |  |
|  | Club Barcelona Atlético                          | 1                                                | 3                                                |   |                         |              |              |  |
|  | Club Barcelona Atlético                          | 1                                                | 3                                                |   |                         |              |              |  |
|  | Atlético San Cristóbal                           | 1                                                | 0                                                |   |                         |              |              |  |
|  | Atlético San Cristóbal                           | 1                                                | 0                                                |   | Club Barcelona Atlético | 3            |              |  |
|  |                                                  |                                                  |                                                  |   | Club Barcelona Atlético | 3            |              |  |
|  |                                                  |                                                  | Cibao FC                                         | 1 |                         |              |              |  |
|  | Cibao FC                                         | 1                                                | Cibao FC                                         | 1 | 1                       |              |              |  |
|  | Cibao FC                                         | 1                                                |                                                  |   | 1                       |              |              |  |
|  | Club Atlético Pantoja                            | 1                                                | 0                                                |   |                         |              |              |  |
|  | Club Atlético Pantoja                            | 1                                                | 0                                                |   |                         |              |              |  |
|  |                                                  |                                                  |                                                  |   |                         |              |              |  |

### Semifinales

#### (1)Club Barcelona Atlético- (4)Atlético San Cristóbal
| 6 de agosto, 04:30PM | Atlético San Cristóbal | 1:1     | Club Barcelona Atlético | Panamericano, San Cristóbal |  |
|                      | Aristil 27' (a.g.)     | Reporte | Cantave 25'             |                             |  |

| 14 de agosto, 04:00PM                                                     | Club Barcelona Atlético | 3:0     | Atlético San Cristóbal | Félix Sánchez, Santo Domingo, D.N. |                            |
|                                                                           | Rodríguez 40' 44' 48'   | Reporte |                        | Árbitro(s): Carlos Hidalgo         | Árbitro(s): Carlos Hidalgo |
| Club Barcelona Atlético avanza a la Gran Final por marcador global de 4:1 |                         |         |                        |                                    |                            |

#### (2)Cibao FC- (3)Club Atlético Pantoja
| 7 de agosto, 04:30PM | Club Atlético Pantoja | 1:1     | Cibao FC       | Félix Sánchez, Santo Domingo, D.N. |                          |
|                      | Batista 80'           | Reporte | Cherenfant 67' | Árbitro(s): Carlos Mateo           | Árbitro(s): Carlos Mateo |

| 13 de agosto, 05:00PM                                      | Cibao FC    | 1:0     | Club Atlético Pantoja | Cibao FC, Santiago de los Caballeros |                             |
|                                                            | Peralta 75' | Reporte |                       | Árbitro(s): Joaquín Andujar          | Árbitro(s): Joaquín Andujar |
| Cibao FC avanza a la Gran Final por marcador global de 2:1 |             |         |                       |                                      |                             |

### Gran Final

#### (1)Club Barcelona Atlético- (2)Cibao FC
| 21 de agosto, 04:00PM | Club Barcelona Atlético                 | 3:1     | Cibao FC | Félix Sánchez, Santo Domingo, D.N.                     |                                                        |
|                       | Ozuna 44' · Rodríguez 50' · Córdoba 68' | Reporte | Faña 19' | Asistencia: 13,000 espectadores Árbitra: Sandy Vásquez | Asistencia: 13,000 espectadores Árbitra: Sandy Vásquez |

## Goleadores
| Jugador          | Equipo                  | Goles |
| ---------------- | ----------------------- | ----- |
| Anderson Arias   | Club Barcelona Atlético | 11    |
| Berthame Dine    | Atlético Vega Real      | 10    |
| Domingo Peralta  | Cibao FC                | 9     |
| Darlin Batista   | Club Atlético Pantoja   | 8     |
| Jonathan Faña    | Cibao FC                | 7     |
| Bony Pierre      | Bauger FC               | 6     |
| Enson Rodríguez  | Club Barcelona Atlético | 6     |
| Jorge Alonso     | Atlético San Cristóbal  | 6     |
| Kensy Guerrero   | Atlético San Cristóbal  | 6     |
| Luis Espinal     | Club Atlético Pantoja   | 6     |
| Marcel Hernández | Moca FC                 | 6     |

### Hat-tricks
| Fecha     | Jugador         | Goles           | Local                   | Resultado | Visitante              | Jornada          |
| --------- | --------------- | --------------- | ----------------------- | --------- | ---------------------- | ---------------- |
| 10/4/2016 | Darlin Batista  | 3' · 13' · 16'  | Club Atlético Pantoja   | 3 - 0     | Delfines del Este FC   | Jornada 4        |
| 30/7/2016 | Domingo Peralta | 16' · 42' · 72' | Delfines del Este FC    | 0 - 5     | Cibao FC               | Jornada 18       |
| 14/8/2016 | Enson Rodríguez | 40' · 44' · 46' | Club Barcelona Atlético | 3 - 0     | Atlético San Cristóbal | Semifinal Vuelta |

## Premios y reconocimientos

### Jugador Popular de la Semana
| Jornada    | Futbolista          | Equipo                  |
| ---------- | ------------------- | ----------------------- |
| Jornada 1  | Berthame Dine       | Atlético Vega Real      |
| Jornada 2  | Luciano Copetti     | Bauger FC               |
| Jornada 3  | Anderson Arias      | Club Barcelona Atlético |
| Jornada 4  | Darlin Batista      | Club Atlético Pantoja   |
| Jornada 5  | Anderson Arias      | Club Barcelona Atlético |
| Jornada 6  | Dennis Ohene        | Atlético San Cristóbal  |
| Jornada 7  | Wilman Modesta      | Club Barcelona Atlético |
| Jornada 8  | Jonathan Faña       | Cibao FC                |
| Jornada 9  | Pablo Cabrera       | Club Atlético Pantoja   |
| Jornada 10 | Ramón Excellente    | Delfines del Este FC    |
| Jornada 11 | Alexander Rodríguez | Cibao FC                |
| Jornada 12 | Marcel Hernández    | Moca FC                 |
| Jornada 13 | Ergy Berkin         | O&M FC                  |
| Jornada 14 | Jorge Alonso        | Atlético San Cristóbal  |
| Jornada 15 | Cristian Cásseres   | Atlántico FC            |
| Jornada 16 | Luis Espinal        | Club Atlético Pantoja   |
| Jornada 17 | Jorge Alonso        | Atlético San Cristóbal  |
| Jornada 18 | Domingo Peralta     | Cibao FC                |